# Oberholl (Wipperfeld)
Oberholl ist eine Ortschaft in der Gemeinde Wipperfürth im Oberbergischen Kreis im Regierungsbezirk Köln in Nordrhein-Westfalen (Deutschland).

## Lage und Beschreibung
Der Ort liegt im Südwesten der Stadt Wipperfürth an der Stadtgrenze zu Hückeswagen nahe der Bundesstraße 506. Nachbarorte sind Lamsfuß, Arnsberg, Schniffelshöh, Grüterich und Wipperfeld.
Politisch wird der Ort durch den Direktkandidaten des Wahlbezirks 16 (160) Wipperfeld im Rat der Stadt Wipperfürth vertreten.

## Geschichte
1443 wird der Ort erstmals unter der Bezeichnung „in dem Hole“ in einer Einkunfts- und Rechteliste des Kölner Apostelstiftes genannt. Die Karte Topographia Ducatus Montani aus dem Jahre 1715 zeigt an der Stelle von Oberholl zwei Höfe und bezeichnet diese mit „Holl“. Die Topographische Aufnahme der Rheinlande von 1824 zeigt auf umgrenztem Hofraum unter dem Namen „Ob. Holl“ drei getrennt voneinander liegende Grundrisse.

## Busverbindungen
Über die Haltestelle Schniffelshöh der Linie 427 (VRS/OVAG) ist Oberholl an den öffentlichen Personennahverkehr angebunden.

## Wanderwege
Der vom SGV ausgeschilderte örtliche Rundwanderwege A4 führt durch den Ort.